# Periodiska systemets grupper

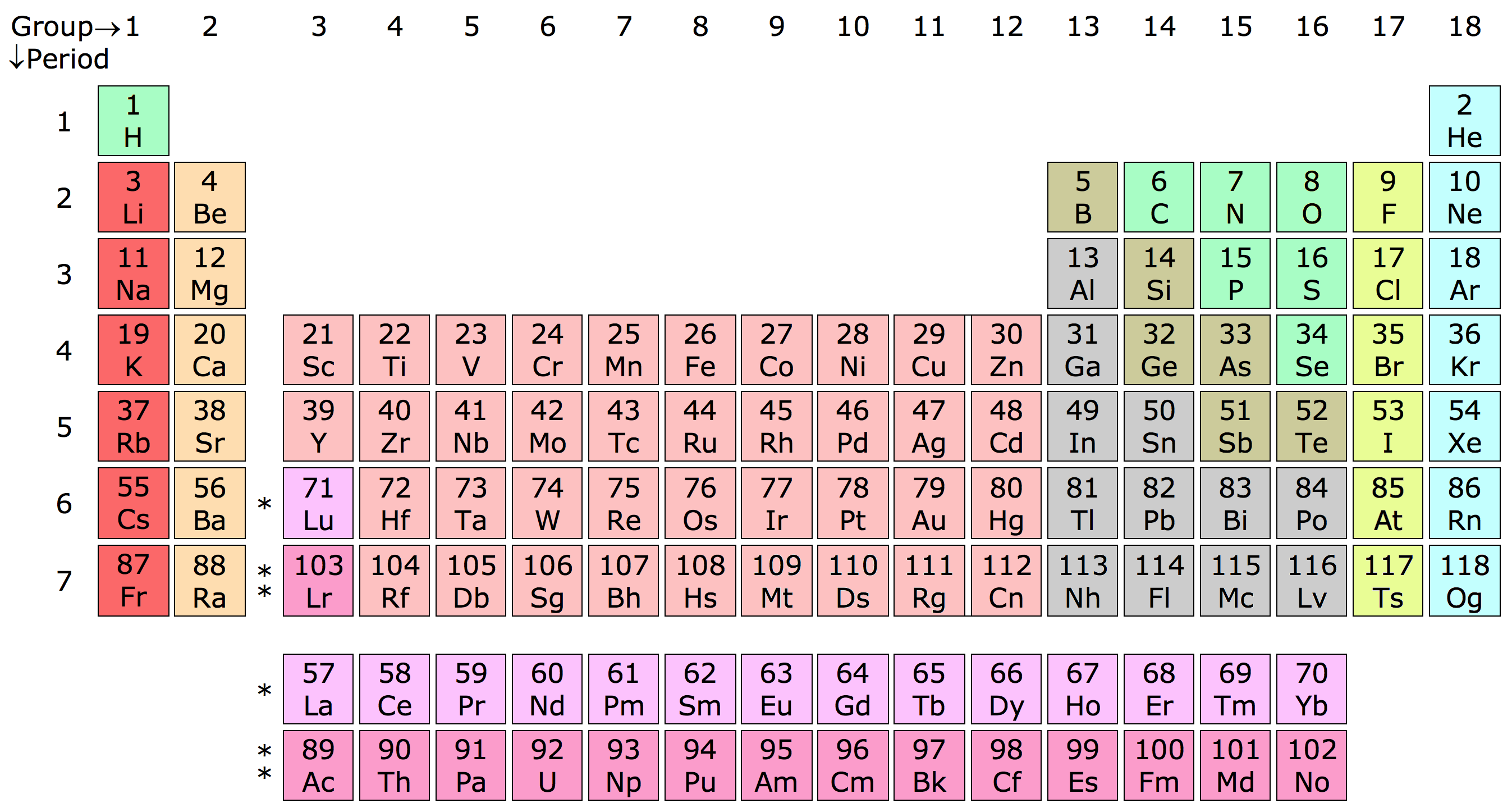

Periodiska systemets grupper är de vertikala kolumnerna i periodiska systemet. Det finns 18 grupper i standardversionen av tabellen. 
Ämnen inom en grupp har liknande fysikaliska och kemiska egenskaper. Det periodiska systemet skapades ursprungligen för att gruppera de kända grundämnena på ett systematiskt sätt efter deras egenskaper, eftersom man hade lagt märke till att vissa egenskaper återkom periodiskt.
Den moderna förklaringen till mönstret i periodiska systemet är att ämnena i en grupp har liknande elektronkonfiguration. Eftersom de flesta kemiska egenskaperna hos ett grundämne till stor del bestäms av elektronerna i det yttersta elektronskalet (valensskalet), innebär det att ämnena i samma grupp i allmänhet har liknande  reaktivitet och elektronegativitet.

## Gruppnummer
Det finns tre sätt att numrera grupperna i periodiska systemet, en med arabiska siffror och två med romerska siffror. Varianterna med romerska siffror är de ursprungliga traditionella beteckningarna på grupperna. Varianten med arabiska siffror är de namn som numera rekommenderas av IUPAC (International Union of Pure and Applied Chemistry).
Det finns en avsevärd förvirring kring de två gamla namnvarianterna (gamla IUPAC och CAS) som bestod av kombinationer av romerska siffror och bokstäverna A och B. I det gamla IUPAC-systemet betecknade A den vänstra och B den högra halvan av tabellen, medan i CAS-systemet A stod för huvudgrupperna och B för mellangrupperna. Det första systemet var vanligast i Europa medan det andra dominerade i Amerika. Det nya IUPAC-systemet utvecklades för att ersätta de båda tidigare systemen som använde samma beteckningar i olika betydelser på ett förvirrande sätt.
Nedan följer grupperna i det periodiska systemet. Inom parentes anges de båda gamla systemen, det europeiska och det amerikanska.

### Grupper
- Grupp 1-element (IA,IA): Alkalimetaller
- Grupp 2-element (IIA,IIA): Alkaliska jordartsmetaller
- Grupp 3-element (IIIA, IIIB)
- Grupp 4-element (IVA, IVAB)
- Grupp 5-element (VA, VB)
- Grupp 6-element (VIA, VIB)
- Grupp 7-element (VIIA, VIIB)
- Grupp 8-element (VIIIA, VIIIB)
- Grupp 9-element (VIIIA, VIIIB)
- Grupp 10-element (VIIIA, VIIIB)
- Grupp 11-element (IB, IB) Myntmetaller
- Grupp 12-element (IIB, IIB) Zinkgruppen
- Grupp 13-element (IIIB, IIIA) Borgruppen
- Grupp 14-element (IVB, IVA) Kolgruppen
- Grupp 15-element (VB, VA) Kvävegruppen
- Grupp 16-element (VIB, VIA) Syregruppen ibland även kallad kalkogener.
- Grupp 17-element (VIIB, VIIA) Halogener
- Grupp 18-element (VIIIB, VIIIA) Ädelgaser
- Grupplösa i periodiska systemet